# Лудвиг I Хелфрих фон Хелфенщайн
Лудвиг I Хелфрих фон Хелфенщайн-Визенщайг (на немски: Ludwig I Helfrich von Helfenstein-Wiesensteig; * 13 ноември 1493; † 16 април или 17 април 1525, Вайнсберг) е граф на Хелфенщайн-Визенщайг в Баден-Вюртемберг.

## Произход
Той е най-малкият син на граф Лудвиг IV фон Хелфенщайн († 1493) и съпругата му шенкин Елизабет фон Лимпург-Шпекфелд-Оберзонтхайм († 1538), дъщеря на Георг II Шенк фон Лимпург († 1475) и Маргарета фон Хоенберг († 1475). Майка му се омъжва втори път на 23 ноември 1495 г. за граф Георг I фон Хелфенщайн, господар на Веленхайм, Хексенагер-Зулметинген († 1517). Брат е на Улрих X фон Хелфенщайн (1486 – 1548), граф на Хелфенщайн-Визенщайг, регент на Херцогство Вюртемберг.
Лудвиг I Хелфрих фон Хелфенщайн-Визенщайг е убит на 16 или 17 април 1525 г. на 31 години във Вайнсберг,

## Фамилия
Лудвиг I Хелфрих се жени ок. 1497 г. за Маргарета фон Еделсхайм?, бастард Австрийска (* ок. 1480; † юни 1537, Лиеж), вдовица на Йохан фон Хиле, незаконна дъщеря на император Максимилиан I (1459 – 1519) и вероятно Маргарета фон Еделсхайм († 1522). Те имат две деца:
- Лудвиг фон Хелфенщайн († млад)
- Максимилиан фон Хелфенщайн (* ок. 1522/1523; † сл. 15 юни 1555), граф на Хелфенщайн, неженен